# Diogmites maculatus
Diogmites maculatus là một loài ruồi trong họ Asilidae. Diogmites maculatus được Curran miêu tả năm 1934. Loài này phân bố ở vùng Tân nhiệt đới.